# Wesmen de Winnipeg
Les Wesmen de Winnipeg constituent un club omnisports universitaire représentant l'Université de Winnipeg à Winnipeg, Canada.

## Équipes universitaires[1]
Toutes les équipes des Wesmen, sauf l'équipe de baseball masculin, évoluent dans le Sport interuniversitaire canadien. L'équipe de baseball masculin évolue actuellement dans la NAIA.
- Baseball (M)
- Basket-ball (M/F)
- Football (M/F)
- Lutte (M/F)
- Volley-ball (M/F)

## Rivalité
Il existe une rivalité omnisport de longue date entre les Wesman et les Bisons de l'Université du Manitoba, car les deux universités sont situées dans la même cité de Winnipeg.